# Mariánský sloup ve Vidnavě
Mariánský sloup ve Vidnavě se nachází na Mírovém náměstí ve Vidnavě v okrese Jeseník. Je zapsán v seznamu kulturních památek ČR.

## Historie
V roce 1713 zasáhl Vidnavu velký požár a epidemie moru. Tato událost pravděpodobně byla důvodem pro vztyčení mariánského sloupu.
Sloup byl opravován v roce 1781 a 1877.
V roce 2013 byla provedena restaurace mariánského sloupu restaurátorem MgA. Jakubem Gajdou z Ostravy. Náklady ve výši 333 500 Kč hradila obec a Olomoucký kraj z Havarijního programu Ministerstva kultury České republiky (166 000 Kč).

## Popis
Mariánský sloup je vrcholně barokní sochařská práce neznámého autora z roku 1714. Je volně stojící dílo zhotoveno z pískovce a žuly. Na kamenném hranolovém žulovém stupni zakončeném profilovanou římsou je umístěn sloup s hlavicí. Na něm je usazena pískovcová socha Panny Marie Immaculaty. Na zeměkouli, kterou zdobí hlavičky andělíčků stojí Panna Marie v životní velikosti, s Ježíškem na pravé ruce a žezlem v levé.